# Борг, Брита
Брита Борг (10 июня 1926—4 мая 2010) — шведская актриса и певица. Участница Евровидения-1959.

## Биография
Брита родилась в Стокгольме 10 июня 1926 года и в 1943 году начала карьеру в группе Vårat gäng. В 1945 году она сформировала квартет Flickery Flies с Алланом Йоханссоном, за которого она позже вышла замуж. В 1947 году она начала долгое сотрудничество с известным шведским эстрадным исполнителем и писателем Повелем Рамелем. В 1970-х годах она переехала в Арвидсъяур со своим новым мужем, полицейским Стигом Саломонссом, и после этого она была более известна как актриса.

## Евровидение
11 марта 1959 года представляла Швецию на Евровидении. С песней Augustin она заняла 9 место с 4 баллами.

## Смерть
Умерла 4 мая 2010 года в Боргхольме.

## Фильмография
- Swing it, magistern! (1940)
- Lilla Marta kommer tillbaka (1948)
- Gatan (1949)
- Med flyg till sjunde himlen (1949)
- Darskapens hus (1951)
- I dimma dold (1953)
- I dur och skur (1953)
- I rok och dans (1954)
- Den store amatoren (1958)
- Rymdinvasion i Lappland (1959)